# International Ophthalmology
International Ophthalmology (skrót: Int Ophthalmol) – anglojęzyczne czasopismo okulistyczne ukazujące się od 1978 roku.
Czasopismo jest recenzowane i publikuje oryginalne prace kliniczne, przeglądy, metaanalizy, listy oraz duże badania kohortowe z wszystkich głównych obszarów okulistyki (w tym z zakresu: technik diagnostycznych i terapii). Periodyk publikuje także sekcje dotyczące nowych produktów, technik i technologii okulistycznych. Redaktorem naczelnym jest Piergiorgio Neri.
W międzynarodowym rankingu SCImago Journal Rank (SJR) mierzącym znaczenie poszczególnych czasopism naukowych „International Ophthalmology" zostało w 2018 sklasyfikowane na 59. miejscu wśród czasopism okulistycznych. W polskim wykazie czasopism punktowanych przez Ministerstwo Nauki i Szkolnictwa Wyższego czasopismo otrzymało 70 punktów (wg punktacji z 2019 roku). Wydawcą czasopisma jest Springer.